# Журко, Василий Васильевич
Василий Васильевич Журко (15 июля 1963 года, посёлок Ангуйский Тулунского района Иркутской области) — российский политический деятель. Депутат Государственной Думы РФ первого, второго, пятого и шестого созывов, член Комитета ГД по природным ресурсам, природопользованию и экологии. Депутат Законодательного Собрания Красноярского края первого созыва. Член ЛДПР.

## Биография[3]
Родился 15 июля 1963 года в поселке Ангуйский Тулунского района Иркутской области.
В 1981 году призван в Советскую армию, из которой вернулся в 1983.
С 1984 по 1985 трудился водителем в леспромхозе в Иркутская область.
В 1985 году избран депутатом Усть-Кульского сельского совета.
С 1986 по 1993 год трудился водителем в фирме «Трансстройсервис» Ачинского глиноземного комбината (Ачинск Красноярского края).
В 1993 году, простой водитель стал депутатом ГД первого созыва. Вошёл в Комитет по промышленности, строительству, транспорту и энергетике.
В 1995 году поступил в социально-экономический факультет Академии народного хозяйства при Правительстве РФ, в 1999 году окончил с отличием.
В 1995 году переизбран в ГД. Вошёл в Комитет по вопросам геополитики.
С 2000 по 2002 год занимался бизнесом.
В 2002 году принимал участие в выборах губернатора Красноярского края, но проиграл.
Участник организации референдума по объединению Красноярского края.
В апреле 2007 года избран депутатом Законодательного собрания Красноярского края первого созыва от краевого списка ЛДПР.
В декабре 2007 года избран депутатом Государственной Думы РФ пятого созыва в составе федерального списка ЛДПР, шёл от Красноярского края.
В декабре 2011 года избран депутатом Государственной Думы РФ шестого созыва от Челябинской области. Член комитета Думы по промышленности. Член комитета Думы по природным ресурсам, природопользованию и экологии.
Женат.